# Америниева дорога

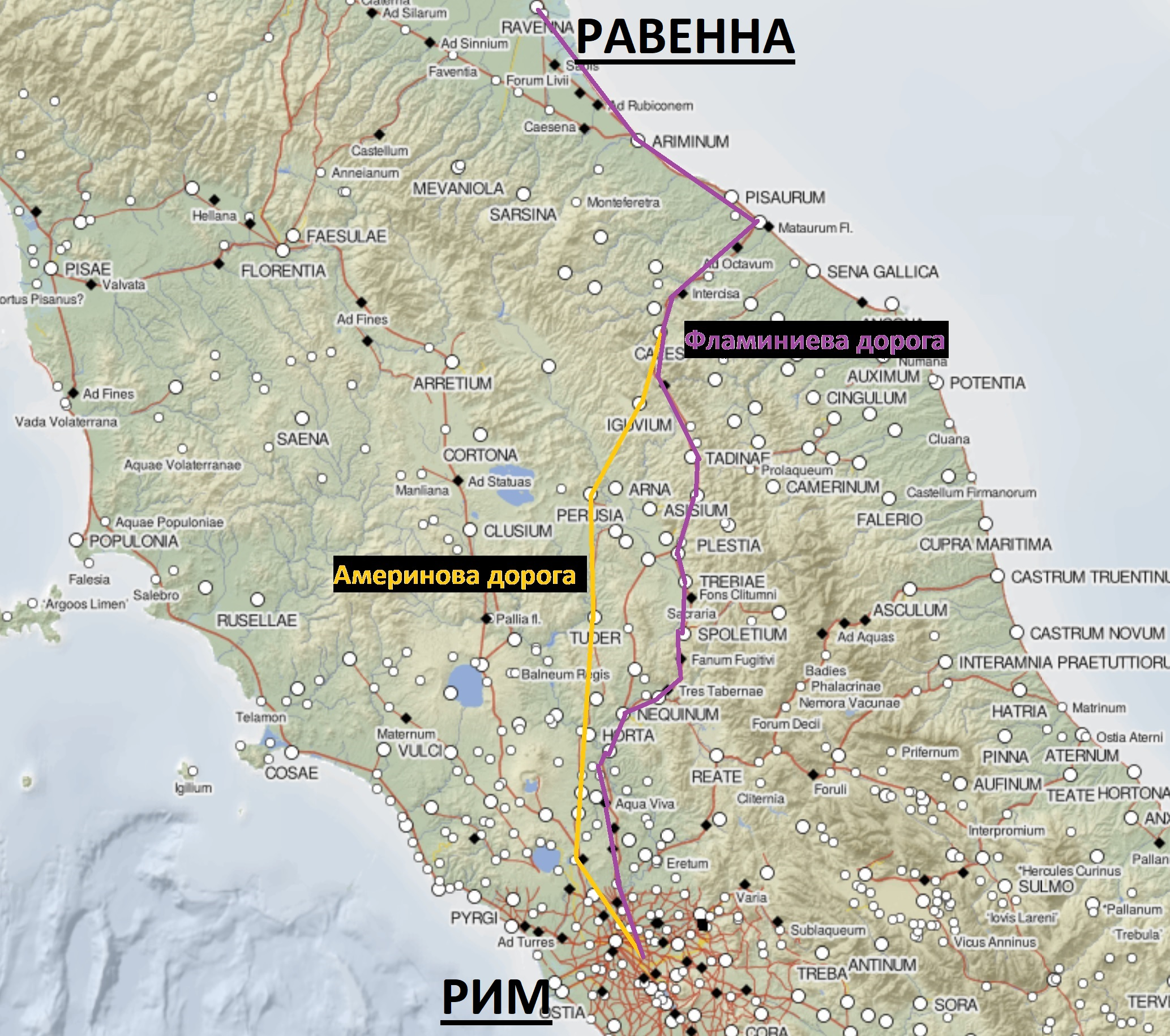
Америниева дорога и Фламиниева дорога

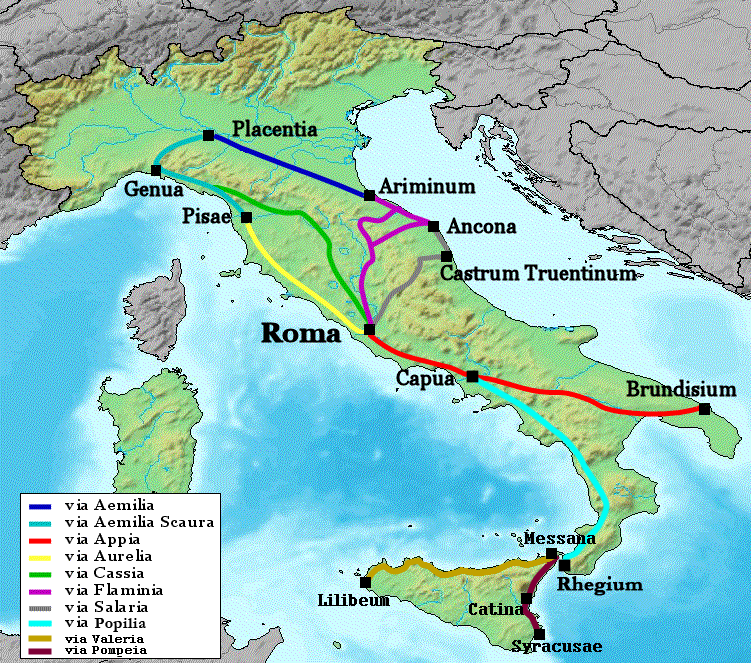
Римские дороги в Италии. Америнова дорога, не показанная на карте, связывала Кассиеву и Фламиниеву в горном регионе Центральной Италии

Америнова дорога (лат. Via Amerina) — римская дорога, ведущая из Рима в Америй (ныне г. Амелия) и Перузию (сейчас г. Перуджа).
Построена в 241—240 гг. до н. э. по маршруту, который проложил Гай Фламиний. Своё название получила в честь умбрского короля Амера (Ameroe). Америнова дорога связывала Кассиеву дорогу с Фламиниевой. Она ответвлялась от Кассиевой дороги вблизи Баккане (лат. Baccanae) и далее шла на север, проходя через города Чивита-Кастеллана, Орте, Амелия, Тоди и Перуджа, после чего раздваивалась: одна ветвь шла на запад к Клузиуму (лат. Clusium, ныне Кьюзи), а другая — на север, через Губбио, до соединения с Фламиниевой дорогой. 
Америниева дорога имела крайне важное значение в период романо-византийского сопротивления нашествию лангобардов. Когда Фароальд I, лангобардский герцог Сполето, взял под свой контроль Фламиниеву дорогу, роль связующего звена между Римом и Равенной стала играть именно Америнова дорога, которая была отремонтирована и обновлена, и земли вдоль которой сформировали так называемый византийский коридор, просуществовавший до 750 года.

## Видеоматериалы
Видеоролик о сохранившемся участке Америновой дороги, лежащем вдоль пещерного некрополя "Tre ponti" около города Непи. 